# والتر هيوز
والتر هيوز (13 أغسطس 1882 في أستراليا - 16 أغسطس 1917) (بالإنجليزية: Walter Hughes)‏ هو لاعب كريكت أسترالي.

## وصلات خارجية
- والتر هيوز على موقع إي آس بي آن كريك إنفو (الإنجليزية)